# 야마모토 쇼헤이
야마모토 쇼헤이(일본어: 山本 翔平, 1982년 8월 29일 ~ )는 일본의 전 축구 선수이다.

## 구단 경력
그는 2001년부터 2017년까지 J리그의 교토 퍼플 상가, 미토 홀리호크, 로아소 구마모토, 카마타마레 사누키에서 활동하였다.